# クリティクス・チョイス・ムービー・アワード 助演男優賞
クリティクス・チョイス・ムービー・アワード 助演男優賞（Critics' Choice Movie Award for Best Supporting Actor）は、クリティクス・チョイス・アワードの賞の一つ。

## 受賞結果

### 1990年代
| 年   | 俳優                             | 作品                       | 役名                         | 出典  |
| ---- | -------------------------------- | -------------------------- | ---------------------------- | ----- |
| 1995 | エド・ハリス                     | 複数の出演作の演技に対して | 複数の出演作の演技に対して   | [ 1 ] |
| 1995 | ケヴィン・スペイシー             | 複数の出演作の演技に対して | 複数の出演作の演技に対して   | [ 1 ] |
| 1996 | キューバ・グッディング・ジュニア | ザ・エージェント           | ロッド・ティドウェル         | [ 2 ] |
| 1997 | アンソニー・ホプキンス           | アミスタッド               | ジョン・クィンシー・アダムズ | [ 3 ] |
| 1998 | ビリー・ボブ・ソーントン         | シンプル・プラン           | ジェイコブ                   | [ 4 ] |
| 1999 | マイケル・クラーク・ダンカン     | グリーンマイル             | ジョン・コーフィ             | [ 5 ] |

### 2000年代
| 年   | 俳優                           | 作品                                | 役名                                       | 出典   |
| ---- | ------------------------------ | ----------------------------------- | ------------------------------------------ | ------ |
| 2000 | ホアキン・フェニックス         | グラディエーター                    | ルキウス・アウレリウス・コモドゥス         | [ 6 ]  |
| 2000 | ホアキン・フェニックス         | クイルズ                            | アッベ                                     | [ 6 ]  |
| 2000 | ホアキン・フェニックス         | 裏切り者                            | ウィリー・グティエレス                     | [ 6 ]  |
| 2001 | ベン・キングズレー             | セクシー・ビースト                  | ドン・ローガン                             | [ 7 ]  |
| 2001 | ジム・ブロードベント           | アイリス                            | ジョン・ベイリー                           | [ 7 ]  |
| 2001 | ジョン・ヴォイト               | ALI アリ                            | ハワード・コセル                           | [ 7 ]  |
| 2002 | クリス・クーパー               | アダプテーション                    | ジョン・ラヨシュ                           | [ 8 ]  |
| 2002 | アルフレッド・モリーナ         | フリーダ                            | ディエゴ・リベラ                           | [ 8 ]  |
| 2002 | ポール・ニューマン             | ロード・トゥ・パーディション        | ジョン・ルーニー                           | [ 8 ]  |
| 2003 | ティム・ロビンス               | ミスティック・リバー                | デイヴ・ボイル                             | [ 9 ]  |
| 2003 | アレック・ボールドウィン       | The Cooler                          | シェリー・カプロウ                         | [ 9 ]  |
| 2003 | ポール・ベタニー               | マスター・アンド・コマンダー        | スティーブン・マチュリン                   | [ 9 ]  |
| 2003 | ベニチオ・デル・トロ           | 21グラム                            | ジャック・ジョーダン                       | [ 9 ]  |
| 2003 | 渡辺謙                         | ラスト サムライ                     | 勝元盛次                                   | [ 9 ]  |
| 2004 | トーマス・ヘイデン・チャーチ   | サイドウェイ                        | ジャック・コール                           | [ 10 ] |
| 2004 | ジェイミー・フォックス         | コラテラル                          | マックス・ドローチャー                     | [ 10 ] |
| 2004 | モーガン・フリーマン           | ミリオンダラー・ベイビー            | エディ・“スクラップ・アイアン”・デュプリス | [ 10 ] |
| 2004 | クライヴ・オーウェン           | クローサー                          | ラリー・グレイ                             | [ 10 ] |
| 2004 | ピーター・サースガード         | 愛についてのキンゼイ・レポート      | クライド・マーティン                       | [ 10 ] |
| 2005 | ポール・ジアマッティ           | シンデレラマン                      | ジョー・グールド                           | [ 11 ] |
| 2005 | マット・ディロン               | クラッシュ                          | ライアン                                   | [ 11 ] |
| 2005 | テレンス・ハワード             | クラッシュ                          | キャメロン                                 | [ 11 ] |
| 2005 | ジョージ・クルーニー           | シリアナ                            | ボブ・バーンズ                             | [ 11 ] |
| 2005 | ケビン・コスナー               | ママが泣いた日                      | デニー・デーヴィス                         | [ 11 ] |
| 2005 | ジェイク・ジレンホール         | ブロークバック・マウンテン          | ジャック・ツイスト                         | [ 11 ] |
| 2006 | エディ・マーフィ               | ドリームガールズ                    | ジェームス・“サンダー”・アーリー           | [ 12 ] |
| 2006 | ベン・アフレック               | ハリウッドランド                    | ジョージ・リーヴス                         | [ 12 ] |
| 2006 | アラン・アーキン               | リトル・ミス・サンシャイン          | エドウィン・フーヴァー                     | [ 12 ] |
| 2006 | アダム・ビーチ                 | 父親たちの星条旗                    | アイラ・ヘイズ                             | [ 12 ] |
| 2006 | ジャイモン・フンスー           | ブラッド・ダイヤモンド              | ソロモン・バンディー                       | [ 12 ] |
| 2006 | ジャック・ニコルソン           | ディパーテッド                      | フランク・コステロ                         | [ 12 ] |
| 2007 | ハビエル・バルデム             | ノーカントリー                      | アントン・シガー                           | [ 13 ] |
| 2007 | ケイシー・アフレック           | ジェシー・ジェームズの暗殺          | ロバート・フォード                         | [ 13 ] |
| 2007 | フィリップ・シーモア・ホフマン | チャーリー・ウィルソンズ・ウォー    | ガスト・アヴラコトス                       | [ 13 ] |
| 2007 | ハル・ホルブルック             | イントゥ・ザ・ワイルド              | ロン・フランツ                             | [ 13 ] |
| 2007 | トム・ウィルキンソン           | フィクサー                          | アーサー・イーデンス                       | [ 13 ] |
| 2008 | ヒース・レジャー               | ダークナイト                        | ジョーカー                                 | [ 14 ] |
| 2008 | ジョシュ・ブローリン           | ミルク                              | ダン・ホワイト                             | [ 14 ] |
| 2008 | ジェームズ・フランコ           | ミルク                              | スコット・スミス                           | [ 14 ] |
| 2008 | ロバート・ダウニー・ジュニア   | トロピック・サンダー/史上最低の作戦 | カーク・ラザラス                           | [ 14 ] |
| 2008 | フィリップ・シーモア・ホフマン | ダウト〜あるカトリック学校で〜      | ブレンダン・フリン神父                     | [ 14 ] |
| 2009 | クリストフ・ヴァルツ           | イングロリアス・バスターズ          | ハンス・ランダ                             | [ 15 ] |
| 2009 | マット・デイモン               | インビクタス/負けざる者たち         | フランソワ・ピナール                       | [ 15 ] |
| 2009 | ウディ・ハレルソン             | メッセンジャー                      | トニー・ストーン大尉                       | [ 15 ] |
| 2009 | クリスチャン・マッケイ         | 僕と彼女とオーソン・ウェルズ        | オーソン・ウェルズ                         | [ 15 ] |
| 2009 | アルフレッド・モリーナ         | 17歳の肖像                          | ジャック・メラー                           | [ 15 ] |
| 2009 | スタンリー・トゥッチ           | ラブリーボーン                      | ジョージ・ハーヴイ                         | [ 15 ] |

### 2010年代
| 年   | 俳優                           | 作品                                              | 役名                                                    | 出典   |
| ---- | ------------------------------ | ------------------------------------------------- | ------------------------------------------------------- | ------ |
| 2010 | クリスチャン・ベール           | ザ・ファイター                                    | ディッキー・エクランド                                  | [ 16 ] |
| 2010 | アンドリュー・ガーフィールド   | ソーシャル・ネットワーク                          | エドゥアルド・サベリン                                  | [ 16 ] |
| 2010 | ジェレミー・レナー             | ザ・タウン                                        | ジェームズ・“ジェム”・コフリン                          | [ 16 ] |
| 2010 | サム・ロックウェル             | ディア・ブラザー                                  | ケニー・ウォーターズ                                    | [ 16 ] |
| 2010 | マーク・ラファロ               | キッズ・オールライト                              | ポール                                                  | [ 16 ] |
| 2010 | ジェフリー・ラッシュ           | 英国王のスピーチ                                  | ライオネル・ローグ                                      | [ 16 ] |
| 2011 | クリストファー・プラマー       | 人生はビギナーズ                                  | ハル・フィールズ                                        | [ 17 ] |
| 2011 | ケネス・ブラナー               | マリリン 7日間の恋                                | ローレンス・オリヴィエ                                  | [ 17 ] |
| 2011 | アルバート・ブルックス         | ドライヴ                                          | バーニー・ローズ                                        | [ 17 ] |
| 2011 | ニック・ノルティ               | ウォーリアー                                      | パディ・コンロン                                        | [ 17 ] |
| 2011 | パットン・オズワルト           | ヤング≒アダルト                                   | マット・フリーハウフ                                    | [ 17 ] |
| 2011 | アンディ・サーキス             | 猿の惑星: 創世記                                  | シーザー                                                | [ 17 ] |
| 2012 | フィリップ・シーモア・ホフマン | ザ・マスター                                      | ランカスター・ドッド                                    | [ 18 ] |
| 2012 | アラン・アーキン               | アルゴ                                            | レスター・シーゲル                                      | [ 18 ] |
| 2012 | ハビエル・バルデム             | 007 スカイフォール                                | ラウル・シルヴァ                                        | [ 18 ] |
| 2012 | ロバート・デ・ニーロ           | 世界にひとつのプレイブック                        | パトリツィオ（パット）・ソリターノ・シニア              | [ 18 ] |
| 2012 | トミー・リー・ジョーンズ       | リンカーン                                        | タデウス・スティーブンス                                | [ 18 ] |
| 2012 | マシュー・マコノヒー           | マジック・マイク                                  | ダラス                                                  | [ 18 ] |
| 2013 | ジャレッド・レト               | ダラス・バイヤーズクラブ                          | レイヨン                                                | [ 19 ] |
| 2013 | バーカッド・アブディ           | キャプテン・フィリップス                          | アブディワリ・ムセ                                      | [ 19 ] |
| 2013 | ダニエル・ブリュール           | ラッシュ/プライドと友情                           | ニキ・ラウダ                                            | [ 19 ] |
| 2013 | ブラッドリー・クーパー         | アメリカン・ハッスル                              | リッチー・ディマーソ                                    | [ 19 ] |
| 2013 | マイケル・ファスベンダー       | それでも夜は明ける                                | エドウィン・エップス                                    | [ 19 ] |
| 2013 | ジェームズ・ガンドルフィーニ   | おとなの恋には嘘がある                            | アルバート                                              | [ 19 ] |
| 2014 | J・K・シモンズ                 | セッション                                        | テレンス・フレッチャー                                  | [ 20 ] |
| 2014 | ジョシュ・ブローリン           | インヒアレント・ヴァイス                          | クリスチャン・F・“ビッグフット”・ビョルンセン警部補     | [ 20 ] |
| 2014 | ロバート・デュヴァル           | ジャッジ 裁かれる判事                             | ジョセフ・パーマー判事                                  | [ 20 ] |
| 2014 | イーサン・ホーク               | 6才のボクが、大人になるまで。                     | メイソン・エヴァンス・シニア                            | [ 20 ] |
| 2014 | エドワード・ノートン           | バードマン あるいは（無知がもたらす予期せぬ奇跡） | マイク・シャイナー                                      | [ 20 ] |
| 2014 | マーク・ラファロ               | フォックスキャッチャー                            | デイヴ・シュルツ                                        | [ 20 ] |
| 2015 | シルヴェスター・スタローン     | クリード チャンプを継ぐ男                         | ロッキー・バルボア                                      | [ 21 ] |
| 2015 | ポール・ダノ                   | ラブ&マーシー 終わらないメロディー                | ブライアン・ウィルソン                                  | [ 21 ] |
| 2015 | トム・ハーディ                 | レヴェナント: 蘇えりし者                          | ジョン・フィッツジェラルド                              | [ 21 ] |
| 2015 | マーク・ラファロ               | スポットライト 世紀のスクープ                     | マイケル・レゼンデス                                    | [ 21 ] |
| 2015 | マーク・ライランス             | ブリッジ・オブ・スパイ                            | ルドルフ・アベル                                        | [ 21 ] |
| 2015 | マイケル・シャノン             | ドリーム ホーム 99%を操る男たち                   | リック・カーヴァー                                      | [ 21 ] |
| 2016 | マハーシャラ・アリ             | ムーンライト                                      | フアン                                                  | [ 22 ] |
| 2016 | ジェフ・ブリッジス             | 最後の追跡                                        | マーカス・ハミルトン                                    | [ 22 ] |
| 2016 | ベン・フォスター               | 最後の追跡                                        | タナー・ハワード                                        | [ 22 ] |
| 2016 | ルーカス・ヘッジズ             | マンチェスター・バイ・ザ・シー                    | パトリック・チャンドラー                                | [ 22 ] |
| 2016 | デーヴ・パテール               | LION/ライオン 〜25年目のただいま〜                | サルー・ブライアリー                                    | [ 22 ] |
| 2016 | マイケル・シャノン             | ノクターナル・アニマルズ                          | ボビー・アンディーズ警部補                              | [ 22 ] |
| 2017 | サム・ロックウェル             | スリー・ビルボード                                | ジェイソン・ディクソン巡査                              | [ 23 ] |
| 2017 | アーミー・ハマー               | 君の名前で僕を呼んで                              | オリヴァー                                              | [ 23 ] |
| 2017 | マイケル・スタールバーグ       | 君の名前で僕を呼んで                              | Mr.パールマン                                           | [ 23 ] |
| 2017 | ウィレム・デフォー             | フロリダ・プロジェクト 真夏の魔法                 | ボビー・ヒックス                                        | [ 23 ] |
| 2017 | リチャード・ジェンキンス       | シェイプ・オブ・ウォーター                        | ジャイルズ                                              | [ 23 ] |
| 2017 | パトリック・スチュワート       | LOGAN/ローガン                                    | チャールズ・エグゼビア / プロフェッサーX                | [ 23 ] |
| 2018 | マハーシャラ・アリ             | グリーンブック                                    | ドン・シャーリー                                        | [ 24 ] |
| 2018 | ティモシー・シャラメ           | ビューティフル・ボーイ                            | ニック・シェフ                                          | [ 24 ] |
| 2018 | アダム・ドライバー             | ブラック・クランズマン                            | フィリップ・"フリップ"・ジマーマン刑事                  | [ 24 ] |
| 2018 | サム・エリオット               | アリー/ スター誕生                                | ボビー                                                  | [ 24 ] |
| 2018 | リチャード・E・グラント        | ある女流作家の罪と罰                              | ジャック・ホック                                        | [ 24 ] |
| 2018 | マイケル・B・ジョーダン        | ブラックパンサー                                  | エリック・“キルモンガー”・スティーヴンス / ウンジャダカ | [ 24 ] |
| 2019 | ブラッド・ピット               | ワンス・アポン・ア・タイム・イン・ハリウッド      | クリフ・ブース                                          | [ 25 ] |
| 2019 | アル・パチーノ                 | アイリッシュマン                                  | ジミー・ホッファ                                        | [ 25 ] |
| 2019 | ジョー・ペシ                   | アイリッシュマン                                  | ラッセル・ブファリーノ                                  | [ 25 ] |
| 2019 | ウィレム・デフォー             | ライトハウス                                      | トーマス・ウェイク                                      | [ 25 ] |
| 2019 | トム・ハンクス                 | 幸せへのまわり道                                  | フレッド・ロジャース                                    | [ 25 ] |
| 2019 | アンソニー・ホプキンス         | 2人のローマ教皇                                   | ベネディクト16世                                        | [ 25 ] |

### 2020年代
| 年   | 俳優                           | 作品                                               | 役名                             | 出典   |
| ---- | ------------------------------ | -------------------------------------------------- | -------------------------------- | ------ |
| 2020 | ダニエル・カルーヤ             | ユダ&ブラック・メシア 裏切りの代償                 | フレッド・ハンプトン             | [ 26 ] |
| 2020 | サシャ・バロン・コーエン       | シカゴ7裁判                                        | アビー・ホフマン                 | [ 26 ] |
| 2020 | チャドウィック・ボーズマン     | ザ・ファイブ・ブラッズ                             | ノーマン                         | [ 26 ] |
| 2020 | ビル・マーレイ                 | オン・ザ・ロック                                   | フェリックス                     | [ 26 ] |
| 2020 | レスリー・オドム・Jr           | あの夜、マイアミで                                 | サム・クック                     | [ 26 ] |
| 2020 | ポール・レイシー               | サウンド・オブ・メタル -聞こえるということ-        | ジョー                           | [ 26 ] |
| 2021 | トロイ・コッツァー             | コーダ あいのうた                                  | フランク・ロッシ                 | [ 27 ] |
| 2021 | ジェイミー・ドーナン           | ベルファスト                                       | パー                             | [ 27 ] |
| 2021 | キアラン・ハインズ             | ベルファスト                                       | ポップ                           | [ 27 ] |
| 2021 | ジャレッド・レト               | ハウス・オブ・グッチ                               | パオロ・グッチ                   | [ 27 ] |
| 2021 | J・K・シモンズ                 | 愛すべき夫妻の秘密                                 | ウィリアム・フローリー           | [ 27 ] |
| 2021 | コディ・スミット＝マクフィー   | パワー・オブ・ザ・ドッグ                           | ピーター・ゴードン               | [ 27 ] |
| 2022 | キー・ホイ・クァン             | エブリシング・エブリウェア・オール・アット・ワンス | ウェイモンド・ワン               | [ 28 ] |
| 2022 | ポール・ダノ                   | フェイブルマンズ                                   | バート・フェイブルマン           | [ 28 ] |
| 2022 | ジャド・ハーシュ               | フェイブルマンズ                                   | ボリス                           | [ 28 ] |
| 2022 | ブレンダン・グリーソン         | イニシェリン島の精霊                               | コルム                           | [ 28 ] |
| 2022 | ケリー・コンドン               | イニシェリン島の精霊                               | シボーン                         | [ 28 ] |
| 2022 | ブライアン・タイリー・ヘンリー | その道の向こうに                                   | ジェームズ                       | [ 28 ] |
| 2023 | ロバート・ダウニー・ジュニア   | オッペンハイマー                                   | ルイス・ストローズ               | [ 29 ] |
| 2023 | スターリング・K・ブラウン      | アメリカン・フィクション                           | クリフォード・“クリフ”・エリソン | [ 29 ] |
| 2023 | ロバート・デ・ニーロ           | キラーズ・オブ・ザ・フラワームーン                 | ウィリアム・キング・ヘイル       | [ 29 ] |
| 2023 | ライアン・ゴズリング           | バービー                                           | ケン                             | [ 29 ] |
| 2023 | チャールズ・メルトン           | メイ・ディセンバー ゆれる真実                      | ジョー・ヨー                     | [ 29 ] |
| 2023 | マーク・ラファロ               | 哀れなるものたち                                   | ダンカン・ウェダーバーン         | [ 29 ] |
| 2024 | キーラン・カルキン             | リアル・ペイン〜心の旅〜                           | ベンジー・カプラン               | [ 30 ] |
| 2024 | ユーリー・ボリソフ             | ANORA アノーラ                                     | イゴール                         | [ 30 ] |
| 2024 | クラレンス・マクリン           | シンシン/SING SING                                 | 本人役                           | [ 30 ] |
| 2024 | エドワード・ノートン           | 名もなき者/A COMPLETE UNKNOWN                      | ピート・シーガー                 | [ 30 ] |
| 2024 | ガイ・ピアース                 | ブルータリスト                                     | ハリソン                         | [ 30 ] |
| 2024 | デンゼル・ワシントン           | グラディエーターII 英雄を呼ぶ声                    | マクリヌス                       | [ 30 ] |